# Torres Novas
Torres Novas is een stad en gemeente in het Portugese district Santarém.
De gemeente heeft een totale oppervlakte van 269 km² en telde 36.908 inwoners in 2001.

## Geschiedenis
Vanaf het begin van de 8ste eeuw is de stad in handen van de moslims van Al-Andalus. In maart 1147 valt de stad aan Alfons I van Portugal, die het op de moslims veroverde. Het lukte de Almohaden uit Marokko onder emir Aboe Joesoef Jakoeb al-Mansoer in 1190 de stad kortstondig te heroveren. Het kasteel werd in 1190 door Sancho I van Portugal herbouwd.

## Bezienswaardigheden

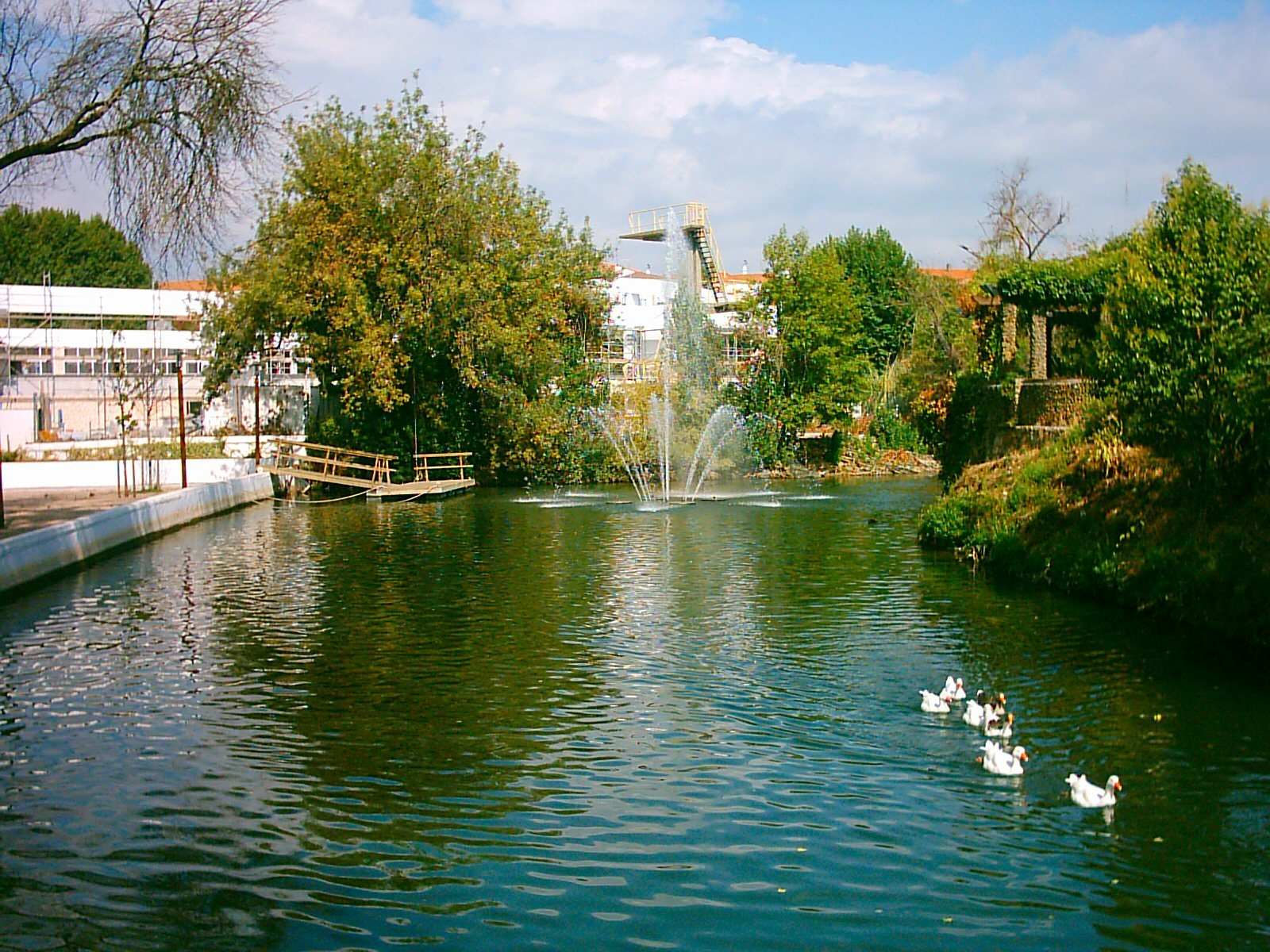
Rivier Almonda

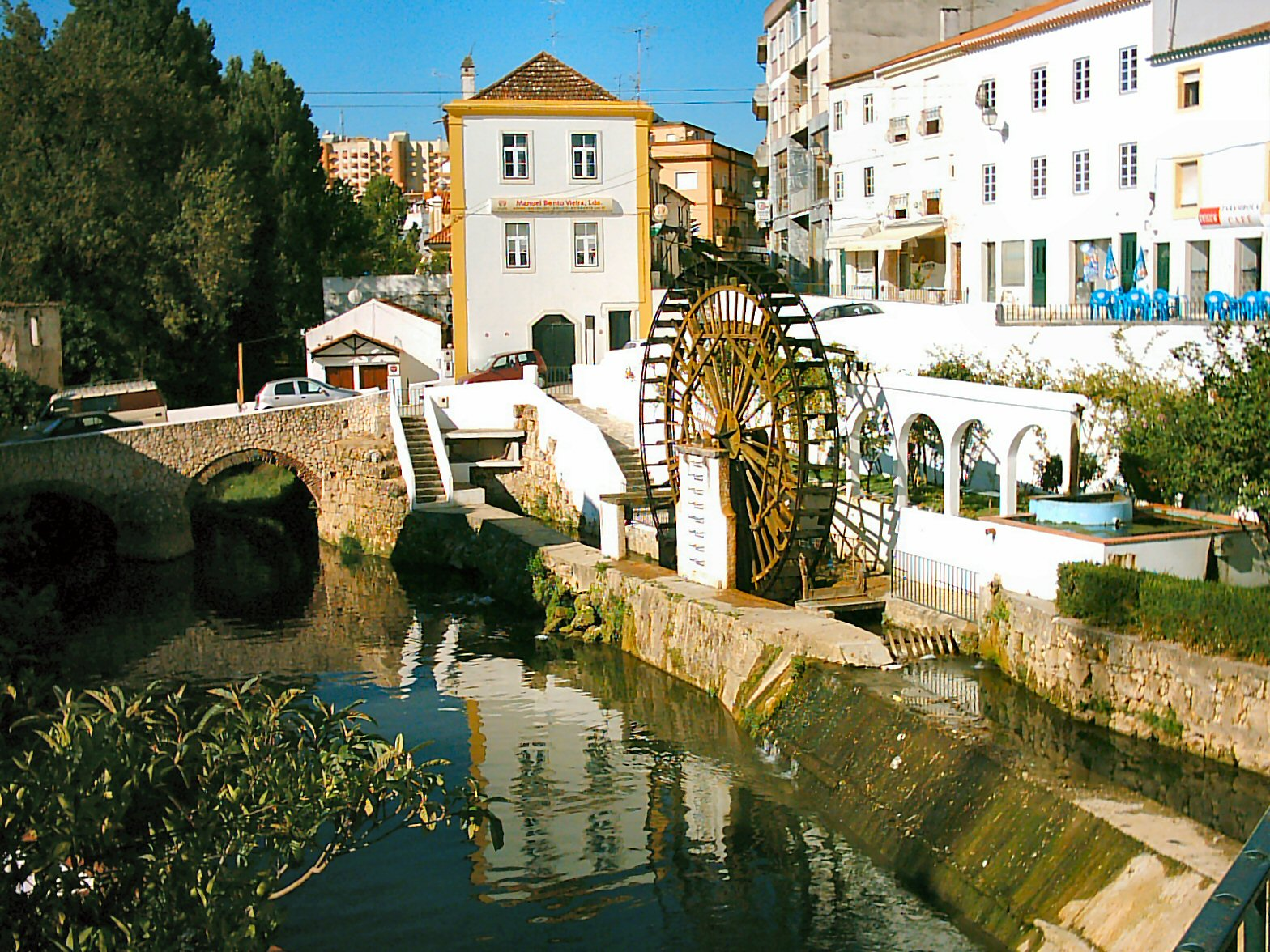
Torres Novas

- Kasteel (Castelo de Torres Novas).
- Vila Cardílio, een Romeinse ruïne, 3 km buiten Torres Novas.

## Kernen
De volgende freguesias liggen in Torres Novas:
- Alcorochel
- Assentiz
- Brogueira
- Chancelaria
- Lapas
- Meia Via
- Olaia
- Paço
- Parceiros de Igreja
- Pedrógão
- Riachos
- Ribeira Branca
- Salvador (Torres Novas)
- Santa Maria (Torres Novas)
- Santiago (Torres Novas)
- São Pedro (Torres Novas)
- Zibreira